# 银毛肋毛蕨
银毛肋毛蕨（学名：Ctenitis fulgens）为叉蕨科肋毛蕨属下的一个种。

## 扩展阅读
- 維基物種上的相關：银毛肋毛蕨